# Опалене
Опалене (пол. Opalenie, нім. Münsterwalde) — село в Польщі, у гміні Ґнев Тчевського повіту Поморського воєводства.
Населення — 884 особи (2011).
У 1975-1998 роках село належало до Гданського воєводства.

## Демографія
Демографічна структура станом на 31 березня 2011 року:
|          | Загалом | Допрацездатний вік | Працездатний вік | Постпрацездатний вік |
| -------- | ------- | ------------------ | ---------------- | -------------------- |
| Чоловіки | 465     | 97                 | 331              | 37                   |
| Жінки    | 419     | 89                 | 252              | 78                   |
| Разом    | 884     | 186                | 583              | 115                  |